# جزيرة أيير
جزيرة أيير وهي جزيرة من جزر إندونيسيا، وتقع في بولاو سيريبو في إقليم جاكارتا.